# Большой Кызым
Большой Кызым — река в России, протекает по Тюменской области. Устье реки находится в 1020 км по левому берегу реки Демьянка. Длина реки составляет 85 км. Площадь водосборного бассейна — 860 км².
Высота устья — 95 м над уровнем моря.

## Притоки
(км от устья)
- 59 км: Кызым (пр)
- Сырянка (лв)
- 80 км: Болотная (пр)

## Данные водного реестра
По данным государственного водного реестра России относится к Иртышскому бассейновому округу, водохозяйственный участок реки — Иртыш от впадения реки Тобол до города Ханты-Мансийск (выше), без реки Конда, речной подбассейн реки — бассейны притоков Иртыша от Тобола до Оби. Речной бассейн реки — Иртыш.